# 산외초등학교 장갑분교
산외초등학교 장갑분교는 대한민국 충청북도 보은군 산외면 속리산로 1770 (장갑리)에 있었던 공립 초등학교이다.

## 학교 연혁
- 1935년 9월 4일 : 산외공립보통학교 부설 장갑간이학교 개교
- 1943년 4월 1일 : 장갑공립국민학교 승격
- 1981년 3월 16일 : 병설유치원 개원
- 1996년 3월 1일 : 장갑초등학교로 개칭
- 1996년 8월 15일 : 총동창회 결성
- 1999년 2월 12일 : 제51회 졸업식(5명)
- 1999년 3월 1일 : 산외초등학교 장갑분교로 격하 편입
- 2002년 3월 1일 : 산외초등학교로 통폐합[1]